# Pessoas – Animais – Natureza
Pessoas – Animais – Natureza (PAN; Menschen – Tiere – Natur) ist eine portugiesische Kleinpartei. Sie tritt vor allem für die Rechte von Tieren und für den Naturschutz ein. 
Die Partei wurde am 22. Mai 2009 unter dem Namen Partido pelos Animais (PPA; „Partei für die Tiere“) gegründet und am 10. September 2010 als Partido pelos Animais e pela Natureza (PAN; „Partei für die Tiere und die Natur“) registriert. Erster Vorsitzender wurde der Philosoph und Schriftsteller Paulo Borges. Am 18. September 2014 nahm sie den heutigen Namen an.

## Politische Positionen
Sie setzt sich vor allem für einen besseren Umweltschutz und eine Begrenzung des Klimawandels ein und steht damit den klassischen Themen westeuropäischer grüner Parteien nahe. Des Weiteren fordert sie schärfere Strafen für Tierquälerei; Zoologische Gärten, Stierkämpfe, Pferderennen und Karussells mit lebenden Tieren will sie abschaffen. 
Die Partei versucht sich nicht in das klassische Links-Rechts-Parteienschema einzuordnen zu lassen, stimmte jedoch seit dem Einzug 2015 ins portugiesische Parlament vor allem mit den regierenden Sozialisten und den tolerierenden Fraktionen des Linksblocks und der Kommunisten. Abgesehen von einer Enthaltung bei der ersten Haushaltsabstimmung des Kabinett Costa I stimmte der PAN-Abgeordnete André Silva bei allen drei weiteren Haushaltsabstimmung für den Regierungsentwurf. Im Gegenzug nahm die Regierung einzelne Vorschläge der Partei in den Haushaltsplan mit auf – unter anderem finanzielle Anreize für die Anschaffung von Elektrofahrrädern, Maßnahmen zur Verringerung des Plastikverbrauchs sowie die Einstellung von Ernährungsberatern im nationalen Gesundheitssystem SNS. Daraufhin wurde 2019 im Vorfeld der portugiesischen Parlamentswahlen auch von einer Tolerierung einer sozialistischen Minderheitsregierung durch PAN spekuliert.

## Wahlen

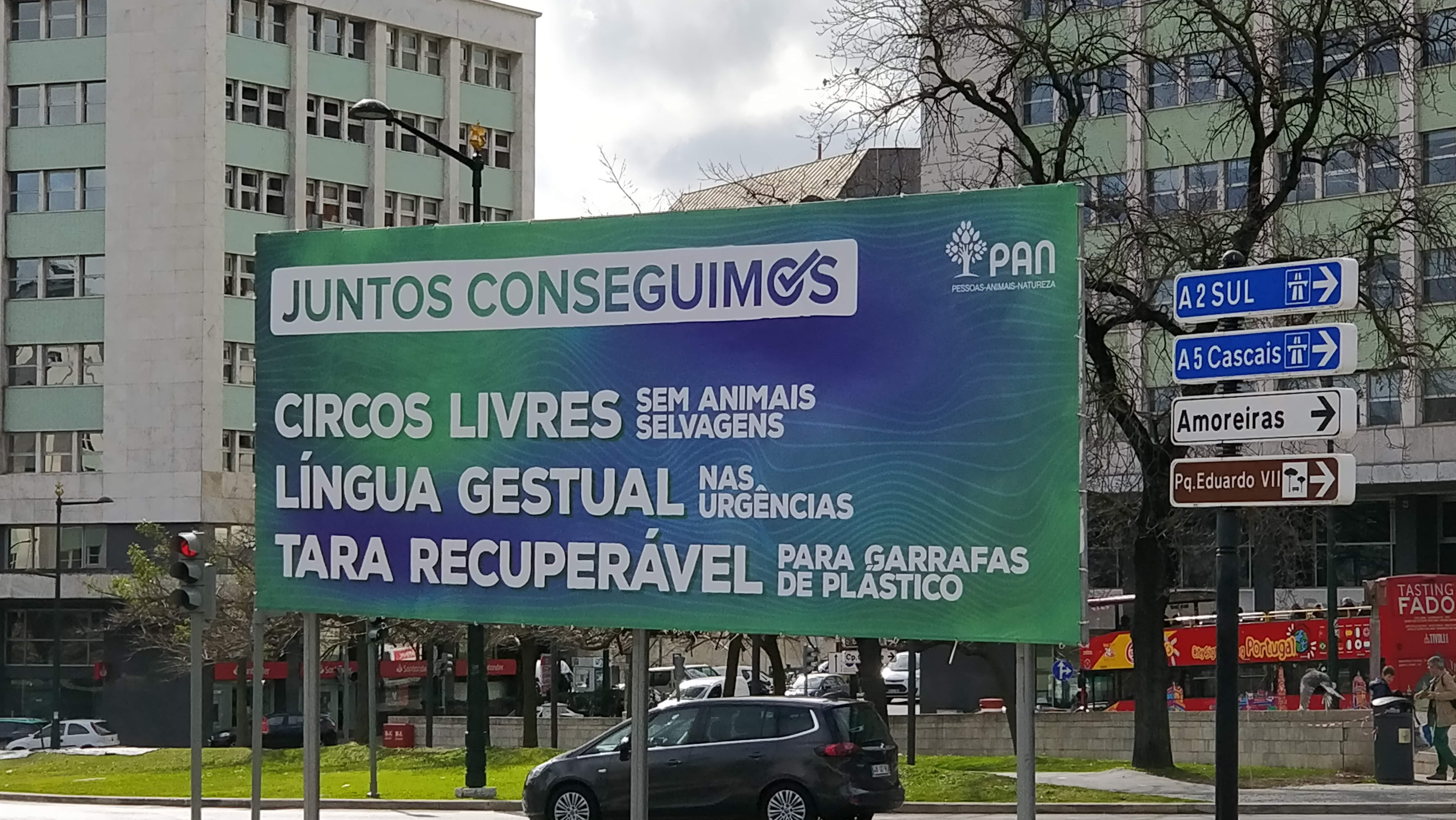
Wahlplakat am Praça Marquês de Pombal in Lissabon auf dem die Partei mit ihren politischen Erfolgen wirbt: Tierfreie Zirkusse, Gebärdensprechendes Personal in Notaufnahmen sowie ein Pfand auf Einwegplastikflaschen

Die PAN kandidierte erstmals bei der Parlamentswahl 2011 und erreichte auf Anhieb 1,04 % der Stimmen. Bei der Regionalwahl in Madeira im selben Jahr erreichte die PAN 2,13 % der Stimmen und konnte einen Sitz im Regionalparlament erringen.
Bei der Parlamentswahl im Oktober 2015 wurde die Partei mit 1,39 % der Stimmen fünftstärkste Kraft und errang im Wahlkreis Lissabon einen Sitz in der Assembleia da República. André Silva zog für die Partei ein, blieb jedoch innerhalb des Parlaments fraktionslos und schloss sich keiner Fraktion an.
Bei den Europawahlen 2019 errang die Partei mit 5,08 Prozent ebenfalls erstmals ein Mandat und schickte ihren Listenersten Francisco Guerreiro ins Europaparlament. Noch am Wahlabend gab Guerreiro bekannt sich der Fraktion Die Grünen/EFA anzuschließen. Die zwei Abgeordneten der anderen Tierschutzparteien (Partei Mensch Umwelt Tierschutz, Partij voor de Dieren) schlossen sich dagegen der Konföderalen Fraktion der Vereinten Europäischen Linken/Nordische Grüne Linke an. 2020 trat der Francisco Guerreiro aus der PAN aus.
Bei der Parlamentswahl 2019 gewann die Partei deutlich an Stimmen: Insgesamt zog die Partei mit 4 Abgeordneten ins Parlament ein und etablierte sich damit als politische Kraft.
Im Oktober 2021 kündigte Guerreiro bei der Generalversammlung der paneuropäischen Bewegung Volt Europa in Lissabon an, sich nach Ablauf seines Mandats als Mitglied Volt Portugal anzuschließen. Zuvor unterstützte er bereits die Partei beim Kommunalwahlkampf.

### Wahlergebnisse

#### Assembleia da República
| Jahr | Wahl                | Anzahl Stimmen | % Stimmen | Anzahl Sitze | +/- |
| ---- | ------------------- | -------------- | --------- | ------------ | --- |
| 2011 | Parlamentswahl 2011 | 57.995         | 1,04      | 0/230        |     |
| 2015 | Parlamentswahl 2015 | 75.140         | 1,39      | 1/230        | ▲ 1 |
| 2019 | Parlamentswahl 2019 | 173.931        | 3,32      | 4/230        | ▲ 3 |
| 2022 | Parlamentswahl 2022 | 92.582         | 1,64      | 1/230        | ▼ 3 |
| 2024 | Parlamentswahl 2024 | 126.085        | 1,95      | 1/230        | ▬   |
| 2025 | Parlamentswahl 2025 | 86.946         | 1,38      | 1/230        | ▬   |

#### Europäisches Parlament
| Jahr | Wahl            | Anzahl Stimmen | % Stimmen | Anzahl Sitze | +/- |
| ---- | --------------- | -------------- | --------- | ------------ | --- |
| 2014 | Europawahl 2014 | 56.431         | 1,72      | 0/21         |     |
| 2019 | Europawahl 2019 | 168.501        | 5,08      | 1/21         | ▲ 1 |
| 2024 | Europawahl 2024 | 48.044         | 1,22      | 0/21         | ▼ 1 |